# Aspidosperma triternatum
Aspidosperma triternatum är en oleanderväxtart som beskrevs av N.Rojas. Aspidosperma triternatum ingår i släktet Aspidosperma och familjen oleanderväxter. Inga underarter finns listade i Catalogue of Life.